# بطولة كاريوكا 1987
بطولة كاريوكا 1987 هو موسم من بطولة كاريوكا. أشرف على تنظيمه Federação de Futebol do Estado do Rio de Janeiro ‏، وكان عدد الأندية المشاركة فيه 14، وفاز فيه نادي فاسكو دا غاما.